# 제164보병사단 (독일 국방군)

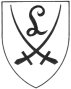
사단 마크

독일 164 보병사단은 1939년 11월에 창설되었다. 이 사단은 전쟁 중에 여러 번의 개편을 거친 관계로 이름도 여러 개가 있다.
- 164 보병사단 (최초 창설시)
- 요새사단 크레타 (1942년 1월 개편)
- 요새여단 크레타 (1942년 8월 크레타 요새사단을 개편하며 축소 편제)
- 164 경아프리카사단(1942년 8월 개편시)

1942년 1월, 이 사단은 명칭을 "요새사단 크레타"로 바꾸었고, 같은 해 8월에 다시 보다 작은 규모인 요새여단 크레타와 164 경아프리카사단으로 분리하여 재편되었다. 전자는 크레타섬에 주둔하였고, 후자는 북아프리카로 보내졌다.
164 경아프리카사단은 엘 알라메인 전투에 참가했다가 심각한 피해를 입고 서쪽으로 철수했다. 이 사단은 다시 트리폴리로 보내져 휴식과 재정비를 가졌으나 부족한 지원때문에 정상적으로는 불가능했다. 결국 병력과 장비가 부족한 상태로 튀니지아로 보내졌고, 그곳에서 동쪽에서 추격해오는 영국 8군과 서쪽에서 압박해오는 드와이트 아이젠하워가 지휘하는 미군 사이에서 격전을 벌이다가 괴멸되었고 남은 생존자는 1943년 5월 주축국이 항복할 때 연합군에 항복한다.

## 둘러보기
- 서부 사막 전역(Western Desert Campaign), 북아프리카 전역(North African Campaign)
- 사단 (군사), 군사 조직
- 독일 육군 (2차대전), 제2차 세계 대전 중 독일군 사단 목록

## 영어판 참고 문헌
- Wendel, Marcus (2004). "164. Infanterie-Division". Retrieved April 4, 2005.
- "164. Infanterie-Division". German language article at www.lexikon-der-wehrmacht.de. Retrieved April 4, 2005.